# Hamilkar Magonida
Hamilkar Magonida – kartagiński król z dynastii Magonidów, poległy w bitwie pod Himerą (480 p.n.e.).

## Panowanie
Hamilkar przejął rządy w Kartaginie po tym jak jego brat Hazdrubal zmarł od rany odniesionej w boju na Sardynii.
W 480 p.n.e. Kartagina interweniowała na Sycylii. Według Herodota powodem była przyjaźń łącząca Hamilkara z Terillosem, obalonym przez Syrakuzan władcą miasta Himera, a także chęć powstrzymania politycznej ekspansji Syrakuz. Późniejsze greckie interpretacje tej kampanii jako zmowy punicko-perskiej celem podboju Hellady są raczej przesadzone, chociaż Kartagina w tym okresie mogła przyjmować wysłanników perskich.
Hamilkar osobiście stanął na czele armii, z którą przeprawił się na Sycylię. Tam stoczono bitwę pod Himerą. Hamilkar nie dowodził faktycznie podczas bitwy, zamiast tego prowadząc religijną ceremionię składania ofiar. Bitwa od rana do wieczora, gdy punickie wojska pod naporem greckiej falangi rzuciły się do ucieczki. Według Krzysztofa Kęćka ważną rolę odegrała tutaj mentalność punickich wojowników, którzy widząc że modły króla nie mogą zapewnić im zwycięstwa poszli w rozsypkę. Widząc klęskę swojej armii Hamilkar sam rzucił się w płomienie ofiarnego stosu i zginął.
Według Herodota, Kartagińczycy wznosili potem pomniki ku czci Hamilkara.